# Osvaldo Pesce
Osvaldo Pesce Zunino O5 de Febrero de 1937-El Quisco, 15 de noviembre de 2020) fue un futbolista profesional chileno, que jugaba como delantero. Tuvo sus temporadas más recordadas en Universidad Católica, donde se consagró campeón del torneo de Primera División 1961.

## Trayectoria
En Universidad Católica, Pesce compartió con jugadores como Walter Behrends, Eleodoro Barrientos, Alberto Fouillioux, Hugo Cicamois, Mario Aguilar, Juan Herrera y Armando Tobar. En su historial en el club, el hito más importante fue el título de Primera División 1961. En esa temporada, convirtió 7 goles en 21 partidos. El 5 de enero de 1962, fue titular en el Clásico Universitario que definió el campeonato.
En el ámbito internacional, estuvo presente en la semifinal de Copa Libertadores 1962 frente a Santos.
A lo largo de su carrera, Pesce también vistió otras camisetas del fútbol chileno. Jugó en Coquimbo Unido, Deportes La Serena y Audax Italiano.

## Palmarés

### Torneos nacionales oficiales
| Título           | Club                 | País  | Año  |
| ---------------- | -------------------- | ----- | ---- |
| Primera División | Universidad Católica | Chile | 1961 |